# 2019-es IIHF divízió III-as jégkorong-világbajnokság
A 2019-es IIHF divízió III-as jégkorong-világbajnokságot Szófiában, Bulgáriában rendezték április 22. és 28. között, egy hatos csoportban. Az első helyezett feljutott a divízió II/B csoportjába. A divízió III selejtezőt Abu-Dzabiban, az Egyesült Arab Emírségekben rendezték február március 31. és április 6. között, egy szintén hatos csoportban.

## Résztvevők
A világbajnokságon az alábbi 6 válogatott vett részt.
| Csapat                  | Kvalifikáció módja                                                    |
| ----------------------- | --------------------------------------------------------------------- |
| Luxemburg               | Előző évben a divízió II/B csoportjának 6. helyén végzett és kiesett. |
| Bulgária                | Rendező, előző évben a divízió III 2. helyén végzett.                 |
| Törökország             | Előző évben a divízió III 3. helyén végzett.                          |
| Tajvan                  | Előző évben a divízió III 4. helyén végzett.                          |
| Dél-afrikai Köztársaság | Előző évben a divízió III 5. helyén végzett.                          |
| Türkmenisztán           | Előző évben a divízió III selejtező 1. helyén végzett és feljutott.   |

## Csoportkör
A mérkőzések kezdési időpontjai helyi idő szerint (UTC+3) értendők.

### Végeredmény
| Hely. | Csapat                      | M | Gy | HGy | HV | V | G+ | G– | Gk  | P  | Továbbjutás vagy kiesés      |
| ----- | --------------------------- | - | -- | --- | -- | - | -- | -- | --- | -- | ---------------------------- |
| 1.    | Bulgária (R, F)             | 5 | 5  | 0   | 0  | 0 | 39 | 7  | +32 | 15 | Feljutott a divízió II/B-be. |
| 2.    | Törökország                 | 5 | 3  | 0   | 0  | 2 | 21 | 17 | +4  | 9  |                              |
| 3.    | Türkmenisztán               | 5 | 2  | 0   | 1  | 2 | 21 | 21 | 0   | 7  |                              |
| 4.    | Luxemburg                   | 5 | 2  | 0   | 0  | 3 | 15 | 20 | −5  | 6  |                              |
| 5.    | Tajvan                      | 5 | 1  | 1   | 0  | 3 | 23 | 35 | −12 | 5  |                              |
| 6.    | Dél-afrikai Köztársaság (K) | 5 | 1  | 0   | 0  | 4 | 18 | 37 | −19 | 3  | Kiesett a divízió III/B-be.  |

### Eredmények
| 2019. április 22. 13:00 | Törökország | 2–3 (0–1, 1–0, 1–2) | Luxemburg | Téli Sportpalota, Szófia Nézőszám: 120 |

| Jegyzőkönyv | Jegyzőkönyv  | Jegyzőkönyv                           | Jegyzőkönyv   | Jegyzőkönyv                                                            |
| --- | ------------ | ------------------------------------- | ------------- | ---------------------------------------------------------------------- |
| | Tolga Bozacı | Kapusok                               | Marcus Anselm | Játékvezető: Ryan Cairns Vonalbírók: Kiril Peychinov Luchezar Stoyanov |
| \| \| 0–1 \| 14:01 – Mosr (Mossong, Bechtold) (PP) \| \| Bingöl (Kavaz, Ö. Karş) – 31:33 \| 1–1 \| \| \| \| 1–2 \| 46:56 – Backes (Eriksson, C. Cannon) \| \| Elakaş (Halil, Gümüş) (PP) – 51:54 \| 2–2 \| \| \| \| 2–3 \| 57:39 – Mossong (Welter, Mosr) \| |              |                                       |               | Játékvezető: Ryan Cairns Vonalbírók: Kiril Peychinov Luchezar Stoyanov |
| 2 perc | Büntetések   | 2 perc                                |               | Játékvezető: Ryan Cairns Vonalbírók: Kiril Peychinov Luchezar Stoyanov |
| 36 | Lövések      | 28                                    |               | Játékvezető: Ryan Cairns Vonalbírók: Kiril Peychinov Luchezar Stoyanov |
| | 0–1          | 14:01 – Mosr (Mossong, Bechtold) (PP) |               | Játékvezető: Ryan Cairns Vonalbírók: Kiril Peychinov Luchezar Stoyanov |
| Bingöl (Kavaz, Ö. Karş) – 31:33 | 1–1          |                                       |               | Játékvezető: Ryan Cairns Vonalbírók: Kiril Peychinov Luchezar Stoyanov |
| | 1–2          | 46:56 – Backes (Eriksson, C. Cannon)  |               | Játékvezető: Ryan Cairns Vonalbírók: Kiril Peychinov Luchezar Stoyanov |
| Elakaş (Halil, Gümüş) (PP) – 51:54 | 2–2          |                                       |               |                                                                        |
| | 2–3          | 57:39 – Mossong (Welter, Mosr)        |               |                                                                        |

| 2019. április 22. 16:30 | Türkmenisztán | 4–5 (h.u.) (0–0, 0–3, 4–1) (h.u.: 0–1) | Tajvan | Téli Sportpalota, Szófia Nézőszám: 130 |

| Jegyzőkönyv | Jegyzőkönyv                     | Jegyzőkönyv                  | Jegyzőkönyv | Jegyzőkönyv                                                    |
| --- | ------------------------------- | ---------------------------- | ----------- | -------------------------------------------------------------- |
| | Keremli Charyyev Rahman Myradov | Kapusok                      | Hou Ta-yu   | Játékvezető: Vladimir Babic Vonalbírók: Henri Neva Dāvis Zunde |
| \| \| 0–1 \| 25:45 – Weng (Shen, Yang) \| \| \| 0–2 \| 26:32 – Weng (Lin H., Shen) \| \| \| 0–3 \| 34:11 – Weng (Pan) \| \| Dovletmyradov (Gurbanov, Vahovskiy) – 47:40 \| 1–3 \| \| \| Kuliyev (Baymyradov) – 49:05 \| 2–3 \| \| \| Hydyrov (Vahovskiy) (PP) – 52:02 \| 3–3 \| \| \| \| 3–4 \| 54:12 – Lin K. (Lin H.) (PP) \| \| Geldimyradov (Soyunov) – 59:18 \| 4–4 \| \| \| \| 4–5 \| 62:00 – Weng (Lin H.) \| |                                 |                              |             | Játékvezető: Vladimir Babic Vonalbírók: Henri Neva Dāvis Zunde |
| 10 perc | Büntetések                      | 10 perc                      |             | Játékvezető: Vladimir Babic Vonalbírók: Henri Neva Dāvis Zunde |
| 36 | Lövések                         | 22                           |             | Játékvezető: Vladimir Babic Vonalbírók: Henri Neva Dāvis Zunde |
| | 0–1                             | 25:45 – Weng (Shen, Yang)    |             | Játékvezető: Vladimir Babic Vonalbírók: Henri Neva Dāvis Zunde |
| | 0–2                             | 26:32 – Weng (Lin H., Shen)  |             | Játékvezető: Vladimir Babic Vonalbírók: Henri Neva Dāvis Zunde |
| | 0–3                             | 34:11 – Weng (Pan)           |             | Játékvezető: Vladimir Babic Vonalbírók: Henri Neva Dāvis Zunde |
| Dovletmyradov (Gurbanov, Vahovskiy) – 47:40 | 1–3                             |                              |             |                                                                |
| Kuliyev (Baymyradov) – 49:05 | 2–3                             |                              |             |                                                                |
| Hydyrov (Vahovskiy) (PP) – 52:02 | 3–3                             |                              |             |                                                                |
| | 3–4                             | 54:12 – Lin K. (Lin H.) (PP) |             |                                                                |
| Geldimyradov (Soyunov) – 59:18 | 4–4                             |                              |             |                                                                |
| | 4–5                             | 62:00 – Weng (Lin H.)        |             |                                                                |

| 2019. április 22. 20:00 | Bulgária | 12–2 (7–1, 1–1, 4–0) | Dél-afrikai Köztársaság | Téli Sportpalota, Szófia Nézőszám: 850 |

| Jegyzőkönyv | Jegyzőkönyv      | Jegyzőkönyv                | Jegyzőkönyv     | Jegyzőkönyv                                                          |
| --- | ---------------- | -------------------------- | --------------- | -------------------------------------------------------------------- |
| | Dimitar Dimitrov | Kapusok                    | Charl Pretorius | Játékvezető: Stefan Hogarth Vonalbírók: Anton Boryayev Chae Youn-jin |
| \| Muhachev (M. Vasilev) – 00:34 \| 1–0 \| \| \| Yotov (Hodulov, Stoilov) – 01:32 \| 2–0 \| \| \| \| 2–1 \| 04:50 – Samaai (Carelse) \| \| M. Vasilev (Boyadjiev) – 12:43 \| 3–1 \| \| \| M. Vasilev (Yotov) (PP) – 14:26 \| 4–1 \| \| \| M. Vasilev (V. Dikov) – 15:46 \| 5–1 \| \| \| Yotov (Stoilov, Stefanov) – 16:42 \| 6–1 \| \| \| M. Vasilev (Boyadjiev) – 17:24 \| 7–1 \| \| \| \| 7–2 \| 29:28 – R. Venter (Kluyts) \| \| M. Vasilev (Hodulov) – 39:42 \| 8–2 \| \| \| Hodulov (Yotov) – 41:39 \| 9–2 \| \| \| Hodulov (K. Dikov) – 47:03 \| 10–2 \| \| \| Dzhorov – 49:50 \| 11–2 \| \| \| Muhachev (V. Dikov, Gatchev) – 53:55 \| 12–2 \| \| |                  |                            |                 | Játékvezető: Stefan Hogarth Vonalbírók: Anton Boryayev Chae Youn-jin |
| 24 perc | Büntetések       | 12 perc                    |                 | Játékvezető: Stefan Hogarth Vonalbírók: Anton Boryayev Chae Youn-jin |
| 32 | Lövések          | 25                         |                 | Játékvezető: Stefan Hogarth Vonalbírók: Anton Boryayev Chae Youn-jin |
| Muhachev (M. Vasilev) – 00:34 | 1–0              |                            |                 | Játékvezető: Stefan Hogarth Vonalbírók: Anton Boryayev Chae Youn-jin |
| Yotov (Hodulov, Stoilov) – 01:32 | 2–0              |                            |                 | Játékvezető: Stefan Hogarth Vonalbírók: Anton Boryayev Chae Youn-jin |
| | 2–1              | 04:50 – Samaai (Carelse)   |                 | Játékvezető: Stefan Hogarth Vonalbírók: Anton Boryayev Chae Youn-jin |
| M. Vasilev (Boyadjiev) – 12:43 | 3–1              |                            |                 |                                                                      |
| M. Vasilev (Yotov) (PP) – 14:26 | 4–1              |                            |                 |                                                                      |
| M. Vasilev (V. Dikov) – 15:46 | 5–1              |                            |                 |                                                                      |
| Yotov (Stoilov, Stefanov) – 16:42 | 6–1              |                            |                 |                                                                      |
| M. Vasilev (Boyadjiev) – 17:24 | 7–1              |                            |                 |                                                                      |
| | 7–2              | 29:28 – R. Venter (Kluyts) |                 |                                                                      |
| M. Vasilev (Hodulov) – 39:42 | 8–2              |                            |                 |                                                                      |
| Hodulov (Yotov) – 41:39 | 9–2              |                            |                 |                                                                      |
| Hodulov (K. Dikov) – 47:03 | 10–2             |                            |                 |                                                                      |
| Dzhorov – 49:50 | 11–2             |                            |                 |                                                                      |
| Muhachev (V. Dikov, Gatchev) – 53:55 | 12–2             |                            |                 |                                                                      |

| 2019. április 23. 13:00 | Dél-afrikai Köztársaság | 2–7 (0–2, 1–3, 1–2) | Türkmenisztán | Téli Sportpalota, Szófia Nézőszám: 136 |

| Jegyzőkönyv | Jegyzőkönyv               | Jegyzőkönyv                                       | Jegyzőkönyv      | Jegyzőkönyv                                                        |
| --- | ------------------------- | ------------------------------------------------- | ---------------- | ------------------------------------------------------------------ |
| | Charl Pretorius Ryan Boyd | Kapusok                                           | Keremli Charyyev | Játékvezető: Feng Lei Vonalbírók: Anton Boryayev Luchezar Stoyanov |
| \| \| 0–1 \| 02:10 – Baymyradov (Tannyyev) \| \| \| 0–2 \| 02:59 – Gurbanov (Dovletmyradov) \| \| \| 0–3 \| 26:13 – Vahovskiy (Gurbanov, Dovletmyradov) \| \| \| 0–4 \| 27:45 – Aganiyazov (Gurbanov, Dovletmyradov) (PP) \| \| \| 0–5 \| 39:42 – Baymyradov (Tannyyev) \| \| Marais (Samaai) – 39:53 \| 1–5 \| \| \| Giot (Obery) – 48:50 \| 2–5 \| \| \| \| 2–6 \| 57:56 – Baymyradov \| \| \| 2–7 \| 59:39 – Vahovskiy (Soyunov) \| |                           |                                                   |                  | Játékvezető: Feng Lei Vonalbírók: Anton Boryayev Luchezar Stoyanov |
| 8 perc | Büntetések                | 2 perc                                            |                  | Játékvezető: Feng Lei Vonalbírók: Anton Boryayev Luchezar Stoyanov |
| 32 | Lövések                   | 30                                                |                  | Játékvezető: Feng Lei Vonalbírók: Anton Boryayev Luchezar Stoyanov |
| | 0–1                       | 02:10 – Baymyradov (Tannyyev)                     |                  | Játékvezető: Feng Lei Vonalbírók: Anton Boryayev Luchezar Stoyanov |
| | 0–2                       | 02:59 – Gurbanov (Dovletmyradov)                  |                  | Játékvezető: Feng Lei Vonalbírók: Anton Boryayev Luchezar Stoyanov |
| | 0–3                       | 26:13 – Vahovskiy (Gurbanov, Dovletmyradov)       |                  | Játékvezető: Feng Lei Vonalbírók: Anton Boryayev Luchezar Stoyanov |
| | 0–4                       | 27:45 – Aganiyazov (Gurbanov, Dovletmyradov) (PP) |                  |                                                                    |
| | 0–5                       | 39:42 – Baymyradov (Tannyyev)                     |                  |                                                                    |
| Marais (Samaai) – 39:53 | 1–5                       |                                                   |                  |                                                                    |
| Giot (Obery) – 48:50 | 2–5                       |                                                   |                  |                                                                    |
| | 2–6                       | 57:56 – Baymyradov                                |                  |                                                                    |
| | 2–7                       | 59:39 – Vahovskiy (Soyunov)                       |                  |                                                                    |

| 2019. április 23. 16:30 | Luxemburg | 4–5 (0–0, 3–2, 1–3) | Tajvan | Téli Sportpalota, Szófia Nézőszám: 180 |

| Jegyzőkönyv | Jegyzőkönyv   | Jegyzőkönyv                    | Jegyzőkönyv           | Jegyzőkönyv                                                     |
| --- | ------------- | ------------------------------ | --------------------- | --------------------------------------------------------------- |
| | Marcus Anselm | Kapusok                        | Hou Ta-yu He Wei-chih | Játékvezető: Ryan Cairns Vonalbírók: Henri Neva Kiril Peychinov |
| \| Mosr (Mossong, Welter) – 30:01 \| 1–0 \| \| \| \| 1–1 \| 31:21 – Lin H. (Weng, Shen) \| \| \| 1–2 \| 34:52 – Weng (Yang, Wang) \| \| Backes (C. Cannon, Scheier) – 35:31 \| 2–2 \| \| \| C. Cannon (Eriksson) – 38:28 \| 3–2 \| \| \| \| 3–3 \| 42:47 – Wang (Weng, Shen) (PP) \| \| \| 3–4 \| 45:55 – Shen (Chen W.) \| \| \| 3–5 \| 48:58 – Weng (Lin H.) (PP) \| \| C. Cannon (Bechtold) (SH) – 57:01 \| 4–5 \| \| |               |                                |                       | Játékvezető: Ryan Cairns Vonalbírók: Henri Neva Kiril Peychinov |
| 8 perc | Büntetések    | 14 perc                        |                       | Játékvezető: Ryan Cairns Vonalbírók: Henri Neva Kiril Peychinov |
| 35 | Lövések       | 28                             |                       | Játékvezető: Ryan Cairns Vonalbírók: Henri Neva Kiril Peychinov |
| Mosr (Mossong, Welter) – 30:01 | 1–0           |                                |                       | Játékvezető: Ryan Cairns Vonalbírók: Henri Neva Kiril Peychinov |
| | 1–1           | 31:21 – Lin H. (Weng, Shen)    |                       | Játékvezető: Ryan Cairns Vonalbírók: Henri Neva Kiril Peychinov |
| | 1–2           | 34:52 – Weng (Yang, Wang)      |                       | Játékvezető: Ryan Cairns Vonalbírók: Henri Neva Kiril Peychinov |
| Backes (C. Cannon, Scheier) – 35:31 | 2–2           |                                |                       |                                                                 |
| C. Cannon (Eriksson) – 38:28 | 3–2           |                                |                       |                                                                 |
| | 3–3           | 42:47 – Wang (Weng, Shen) (PP) |                       |                                                                 |
| | 3–4           | 45:55 – Shen (Chen W.)         |                       |                                                                 |
| | 3–5           | 48:58 – Weng (Lin H.) (PP)     |                       |                                                                 |
| C. Cannon (Bechtold) (SH) – 57:01 | 4–5           |                                |                       |                                                                 |

| 2019. április 23. 20:00 | Bulgária | 3–1 (0–0, 3–0, 0–1) | Törökország | Téli Sportpalota, Szófia Nézőszám: 1200 |

| Jegyzőkönyv | Jegyzőkönyv      | Jegyzőkönyv    | Jegyzőkönyv  | Jegyzőkönyv                                                    |
| --- | ---------------- | -------------- | ------------ | -------------------------------------------------------------- |
| | Dimitar Dimitrov | Kapusok        | Tolga Bozacı | Játékvezető: Stefan Hogarth Vonalbírók: Mihai Paul Dāvis Zunde |
| \| M. Vasilev – 23:12 \| 1–0 \| \| \| V. Dikov – 26:36 \| 2–0 \| \| \| Gatchev (Yotov, Boyadjiev) – 37:40 \| 3–0 \| \| \| \| 3–1 \| 51:57 – Çıplak \| |                  |                |              | Játékvezető: Stefan Hogarth Vonalbírók: Mihai Paul Dāvis Zunde |
| 14 perc | Büntetések       | 6 perc         |              | Játékvezető: Stefan Hogarth Vonalbírók: Mihai Paul Dāvis Zunde |
| 31 | Lövések          | 34             |              | Játékvezető: Stefan Hogarth Vonalbírók: Mihai Paul Dāvis Zunde |
| M. Vasilev – 23:12 | 1–0              |                |              | Játékvezető: Stefan Hogarth Vonalbírók: Mihai Paul Dāvis Zunde |
| V. Dikov – 26:36 | 2–0              |                |              | Játékvezető: Stefan Hogarth Vonalbírók: Mihai Paul Dāvis Zunde |
| Gatchev (Yotov, Boyadjiev) – 37:40 | 3–0              |                |              | Játékvezető: Stefan Hogarth Vonalbírók: Mihai Paul Dāvis Zunde |
| | 3–1              | 51:57 – Çıplak |              |                                                                |

| 2019. április 25. 13:00 | Luxemburg | 5–2 (1–1, 3–0, 1–1) | Dél-afrikai Köztársaság | Téli Sportpalota, Szófia Nézőszám: 108 |

| Jegyzőkönyv | Jegyzőkönyv   | Jegyzőkönyv                      | Jegyzőkönyv               | Jegyzőkönyv                                                     |
| --- | ------------- | -------------------------------- | ------------------------- | --------------------------------------------------------------- |
| | Marcus Anselm | Kapusok                          | Ryan Boyd Charl Pretorius | Játékvezető: Feng Lei Vonalbírók: Luchezar Stoyanov Dāvis Zunde |
| \| \| 0–1 \| 05:19 – Samaai (Carelse, Marais) \| \| Backes (C. Cannon) – 11:50 \| 1–1 \| \| \| Welter (Bechtold, C. Cannon) (SH) – 22:46 \| 2–1 \| \| \| Welter (Mossong) – 35:31 \| 3–1 \| \| \| Backes (Eriksson) – 35:47 \| 4–1 \| \| \| \| 4–2 \| 57:17 – Marais \| \| Grönlund (EN) – 57:29 \| 5–2 \| \| |               |                                  |                           | Játékvezető: Feng Lei Vonalbírók: Luchezar Stoyanov Dāvis Zunde |
| 4 perc | Büntetések    | 2 perc                           |                           | Játékvezető: Feng Lei Vonalbírók: Luchezar Stoyanov Dāvis Zunde |
| 24 | Lövések       | 36                               |                           | Játékvezető: Feng Lei Vonalbírók: Luchezar Stoyanov Dāvis Zunde |
| | 0–1           | 05:19 – Samaai (Carelse, Marais) |                           | Játékvezető: Feng Lei Vonalbírók: Luchezar Stoyanov Dāvis Zunde |
| Backes (C. Cannon) – 11:50 | 1–1           |                                  |                           | Játékvezető: Feng Lei Vonalbírók: Luchezar Stoyanov Dāvis Zunde |
| Welter (Bechtold, C. Cannon) (SH) – 22:46 | 2–1           |                                  |                           | Játékvezető: Feng Lei Vonalbírók: Luchezar Stoyanov Dāvis Zunde |
| Welter (Mossong) – 35:31 | 3–1           |                                  |                           |                                                                 |
| Backes (Eriksson) – 35:47 | 4–1           |                                  |                           |                                                                 |
| | 4–2           | 57:17 – Marais                   |                           |                                                                 |
| Grönlund (EN) – 57:29 | 5–2           |                                  |                           |                                                                 |

| 2019. április 25. 16:30 | Törökország | 7–4 (0–2, 3–2, 4–0) | Tajvan | Téli Sportpalota, Szófia Nézőszám: 128 |

| Jegyzőkönyv | Jegyzőkönyv                   | Jegyzőkönyv                      | Jegyzőkönyv | Jegyzőkönyv                                                           |
| --- | ----------------------------- | -------------------------------- | ----------- | --------------------------------------------------------------------- |
| | Muhammed Karagül Tolga Bozacı | Kapusok                          | Hou Ta-yu   | Játékvezető: Stefan Hogarth Vonalbírók: Chae Youn-jin Kiril Peychinov |
| \| \| 0–1 \| 03:57 – Lin H. (Yang, Weng) \| \| \| 0–2 \| 14:32 – Hsiao (Lin T.) \| \| Bingöl (Aktürk, E. Faner) – 23:10 \| 1–2 \| \| \| \| 1–3 \| 26:39 – Yu (Lin H.) \| \| Özmen (Hars) – 31:00 \| 2–3 \| \| \| Gümüş (K. Karş, Çıplak) (PP2) – 34:29 \| 3–3 \| \| \| \| 3–4 \| 39:59 – Weng (Shen, Lin H.) (PP) \| \| Ö. Karş – 41:51 \| 4–4 \| \| \| Salt (Faner) (PP) – 47:10 \| 5–4 \| \| \| Çıplak (Gümüş) – 54:07 \| 6–4 \| \| \| K. Karş (Faner) – 58:52 \| 7–4 \| \| |                               |                                  |             | Játékvezető: Stefan Hogarth Vonalbírók: Chae Youn-jin Kiril Peychinov |
| 8 perc | Büntetések                    | 24 perc                          |             | Játékvezető: Stefan Hogarth Vonalbírók: Chae Youn-jin Kiril Peychinov |
| 46 | Lövések                       | 19                               |             | Játékvezető: Stefan Hogarth Vonalbírók: Chae Youn-jin Kiril Peychinov |
| | 0–1                           | 03:57 – Lin H. (Yang, Weng)      |             | Játékvezető: Stefan Hogarth Vonalbírók: Chae Youn-jin Kiril Peychinov |
| | 0–2                           | 14:32 – Hsiao (Lin T.)           |             | Játékvezető: Stefan Hogarth Vonalbírók: Chae Youn-jin Kiril Peychinov |
| Bingöl (Aktürk, E. Faner) – 23:10 | 1–2                           |                                  |             | Játékvezető: Stefan Hogarth Vonalbírók: Chae Youn-jin Kiril Peychinov |
| | 1–3                           | 26:39 – Yu (Lin H.)              |             |                                                                       |
| Özmen (Hars) – 31:00 | 2–3                           |                                  |             |                                                                       |
| Gümüş (K. Karş, Çıplak) (PP2) – 34:29 | 3–3                           |                                  |             |                                                                       |
| | 3–4                           | 39:59 – Weng (Shen, Lin H.) (PP) |             |                                                                       |
| Ö. Karş – 41:51 | 4–4                           |                                  |             |                                                                       |
| Salt (Faner) (PP) – 47:10 | 5–4                           |                                  |             |                                                                       |
| Çıplak (Gümüş) – 54:07 | 6–4                           |                                  |             |                                                                       |
| K. Karş (Faner) – 58:52 | 7–4                           |                                  |             |                                                                       |

| 2019. április 25. 20:00 | Bulgária | 6–2 (2–0, 2–2, 2–0) | Türkmenisztán | Téli Sportpalota, Szófia Nézőszám: 1200 |

| Jegyzőkönyv | Jegyzőkönyv      | Jegyzőkönyv                  | Jegyzőkönyv      | Jegyzőkönyv                                                   |
| --- | ---------------- | ---------------------------- | ---------------- | ------------------------------------------------------------- |
| | Dimitar Dimitrov | Kapusok                      | Keremli Charyyev | Játékvezető: Vladimir Babic Vonalbírók: Henri Neva Mihai Paul |
| \| Nikolov – 06:36 \| 1–0 \| \| \| K. Dikov (Nikolov) (PP) – 15:50 \| 2–0 \| \| \| \| 2–1 \| 21:36 – Barkovskiy (PP) \| \| Muhachev (Boyadjiev, V. Dikov) (PP) – 30:32 \| 3–1 \| \| \| \| 3–2 \| 33:34 – Barkovskiy (Soyunov) \| \| K. Dikov (M. Vasilev, Muhachev) (PP) – 36:58 \| 4–2 \| \| \| Hodulov (Boyadjiev, M. Vasilev) (PP2) – 43:38 \| 5–2 \| \| \| Boyadjiev (M. Vasilev, Muhachev) – 45:16 \| 6–2 \| \| |                  |                              |                  | Játékvezető: Vladimir Babic Vonalbírók: Henri Neva Mihai Paul |
| 44 perc | Büntetések       | 46 perc                      |                  | Játékvezető: Vladimir Babic Vonalbírók: Henri Neva Mihai Paul |
| 39 | Lövések          | 20                           |                  | Játékvezető: Vladimir Babic Vonalbírók: Henri Neva Mihai Paul |
| Nikolov – 06:36 | 1–0              |                              |                  | Játékvezető: Vladimir Babic Vonalbírók: Henri Neva Mihai Paul |
| K. Dikov (Nikolov) (PP) – 15:50 | 2–0              |                              |                  | Játékvezető: Vladimir Babic Vonalbírók: Henri Neva Mihai Paul |
| | 2–1              | 21:36 – Barkovskiy (PP)      |                  | Játékvezető: Vladimir Babic Vonalbírók: Henri Neva Mihai Paul |
| Muhachev (Boyadjiev, V. Dikov) (PP) – 30:32 | 3–1              |                              |                  |                                                               |
| | 3–2              | 33:34 – Barkovskiy (Soyunov) |                  |                                                               |
| K. Dikov (M. Vasilev, Muhachev) (PP) – 36:58 | 4–2              |                              |                  |                                                               |
| Hodulov (Boyadjiev, M. Vasilev) (PP2) – 43:38 | 5–2              |                              |                  |                                                               |
| Boyadjiev (M. Vasilev, Muhachev) – 45:16 | 6–2              |                              |                  |                                                               |

| 2019. április 26. 13:00 | Dél-afrikai Köztársaság | 3–6 (2–1, 1–2, 0–3) | Törökország | Téli Sportpalota, Szófia Nézőszám: 120 |

| Jegyzőkönyv | Jegyzőkönyv     | Jegyzőkönyv                      | Jegyzőkönyv  | Jegyzőkönyv                                                        |
| --- | --------------- | -------------------------------- | ------------ | ------------------------------------------------------------------ |
| | Charl Pretorius | Kapusok                          | Tolga Bozacı | Játékvezető: Vladimir Babic Vonalbírók: Mihai Paul Kiril Peychinov |
| \| Valadas – 03:28 \| 1–0 \| \| \| \| 1–1 \| 10:37 – K. Karş (Gümüş) (PP) \| \| Kluyts (Van Doesburgh) – 12:42 \| 2–1 \| \| \| \| 2–2 \| 22:17 – Gümüş (Salt) (PP) \| \| Giot (Botha, Magmoed) (PP) – 30:16 \| 3–2 \| \| \| \| 3–3 \| 38:45 – Halil (F. Faner) \| \| \| 3–4 \| 43:42 – Özmen (Halil) (PP) \| \| \| 3–5 \| 58:47 – Bakal (Salt, Halil) (EN) \| \| \| 3–6 \| 59:09 – Özmen (EN) \| |                 |                                  |              | Játékvezető: Vladimir Babic Vonalbírók: Mihai Paul Kiril Peychinov |
| 22 perc | Büntetések      | 8 perc                           |              | Játékvezető: Vladimir Babic Vonalbírók: Mihai Paul Kiril Peychinov |
| 17 | Lövések         | 47                               |              | Játékvezető: Vladimir Babic Vonalbírók: Mihai Paul Kiril Peychinov |
| Valadas – 03:28 | 1–0             |                                  |              | Játékvezető: Vladimir Babic Vonalbírók: Mihai Paul Kiril Peychinov |
| | 1–1             | 10:37 – K. Karş (Gümüş) (PP)     |              | Játékvezető: Vladimir Babic Vonalbírók: Mihai Paul Kiril Peychinov |
| Kluyts (Van Doesburgh) – 12:42 | 2–1             |                                  |              | Játékvezető: Vladimir Babic Vonalbírók: Mihai Paul Kiril Peychinov |
| | 2–2             | 22:17 – Gümüş (Salt) (PP)        |              |                                                                    |
| Giot (Botha, Magmoed) (PP) – 30:16 | 3–2             |                                  |              |                                                                    |
| | 3–3             | 38:45 – Halil (F. Faner)         |              |                                                                    |
| | 3–4             | 43:42 – Özmen (Halil) (PP)       |              |                                                                    |
| | 3–5             | 58:47 – Bakal (Salt, Halil) (EN) |              |                                                                    |
| | 3–6             | 59:09 – Özmen (EN)               |              |                                                                    |

| 2019. április 26. 16:30 | Türkmenisztán | 4–3 (0–2, 3–1, 1–0) | Luxemburg | Téli Sportpalota, Szófia Nézőszám: 195 |

| Jegyzőkönyv | Jegyzőkönyv      | Jegyzőkönyv                    | Jegyzőkönyv   | Jegyzőkönyv                                                 |
| --- | ---------------- | ------------------------------ | ------------- | ----------------------------------------------------------- |
| | Keremli Charyyev | Kapusok                        | Marcus Anselm | Játékvezető: Feng Lei Vonalbírók: Anton Boryayev Henri Neva |
| \| \| 0–1 \| 02:54 – Mossong (Mosr, Welter) \| \| \| 0–2 \| 08:51 – C. Cannon (Eriksson) \| \| Barkovskiy (Soyunov, Geldimyradov) (PP) – 29:12 \| 1–2 \| \| \| Aganiyazov (PP) – 31:17 \| 2–2 \| \| \| \| 2–3 \| 33:48 – Mossong (Mosr) \| \| Veleyev (Barkovskiy) – 39:01 \| 3–3 \| \| \| Dovletmyradov (Gurbanov) – 45:44 \| 4–3 \| \| |                  |                                |               | Játékvezető: Feng Lei Vonalbírók: Anton Boryayev Henri Neva |
| 6 perc | Büntetések       | 10 perc                        |               | Játékvezető: Feng Lei Vonalbírók: Anton Boryayev Henri Neva |
| 38 | Lövések          | 26                             |               | Játékvezető: Feng Lei Vonalbírók: Anton Boryayev Henri Neva |
| | 0–1              | 02:54 – Mossong (Mosr, Welter) |               | Játékvezető: Feng Lei Vonalbírók: Anton Boryayev Henri Neva |
| | 0–2              | 08:51 – C. Cannon (Eriksson)   |               | Játékvezető: Feng Lei Vonalbírók: Anton Boryayev Henri Neva |
| Barkovskiy (Soyunov, Geldimyradov) (PP) – 29:12 | 1–2              |                                |               | Játékvezető: Feng Lei Vonalbírók: Anton Boryayev Henri Neva |
| Aganiyazov (PP) – 31:17 | 2–2              |                                |               |                                                             |
| | 2–3              | 33:48 – Mossong (Mosr)         |               |                                                             |
| Veleyev (Barkovskiy) – 39:01 | 3–3              |                                |               |                                                             |
| Dovletmyradov (Gurbanov) – 45:44 | 4–3              |                                |               |                                                             |

| 2019. április 26. 20:00 | Tajvan | 2–11 (1–1, 1–6, 0–4) | Bulgária | Téli Sportpalota, Szófia Nézőszám: 953 |

| Jegyzőkönyv | Jegyzőkönyv           | Jegyzőkönyv                                  | Jegyzőkönyv      | Jegyzőkönyv                                                    |
| --- | --------------------- | -------------------------------------------- | ---------------- | -------------------------------------------------------------- |
| | Hou Ta-yu He Wei-chih | Kapusok                                      | Dimitar Dimitrov | Játékvezető: Ryan Cairns Vonalbírók: Chae Youn-jin Dāvis Zunde |
| \| Lin T. (Hsiao) – 12:22 \| 1–0 \| \| \| \| 1–1 \| 17:09 – M. Vasilev (Muhachev) \| \| \| 1–2 \| 21:35 – M. Vasilev (Hodulov) \| \| \| 1–3 \| 23:38 – Boyadjiev (M. Vasilev, V. Dikov) \| \| \| 1–4 \| 26:33 – Hodulov \| \| \| 1–5 \| 30:07 – T. Georgiev (V. Vasilev) \| \| Lin H. (Shen, Weng) – 32:39 \| 2–5 \| \| \| \| 2–6 \| 35:13 – Hodulov (Boyadjiev) (PP) \| \| \| 2–7 \| 35:33 – Dilkov (Dzhorov, T. Georgiev) \| \| \| 2–8 \| 48:52 – M. Vasilev (V. Vasilev) (PP) \| \| \| 2–9 \| 57:22 – Hodulov (Stoilov, Nikolov) \| \| \| 2–10 \| 57:44 – Muhachev (M. Vasilev, Dzhorov) \| \| \| 2–11 \| 59:58 – M. Vasilev (Bachvarov, Hodulov) (PP) \| |                       |                                              |                  | Játékvezető: Ryan Cairns Vonalbírók: Chae Youn-jin Dāvis Zunde |
| 10 perc | Büntetések            | 10 perc                                      |                  | Játékvezető: Ryan Cairns Vonalbírók: Chae Youn-jin Dāvis Zunde |
| 35 | Lövések               | 40                                           |                  | Játékvezető: Ryan Cairns Vonalbírók: Chae Youn-jin Dāvis Zunde |
| Lin T. (Hsiao) – 12:22 | 1–0                   |                                              |                  | Játékvezető: Ryan Cairns Vonalbírók: Chae Youn-jin Dāvis Zunde |
| | 1–1                   | 17:09 – M. Vasilev (Muhachev)                |                  | Játékvezető: Ryan Cairns Vonalbírók: Chae Youn-jin Dāvis Zunde |
| | 1–2                   | 21:35 – M. Vasilev (Hodulov)                 |                  | Játékvezető: Ryan Cairns Vonalbírók: Chae Youn-jin Dāvis Zunde |
| | 1–3                   | 23:38 – Boyadjiev (M. Vasilev, V. Dikov)     |                  |                                                                |
| | 1–4                   | 26:33 – Hodulov                              |                  |                                                                |
| | 1–5                   | 30:07 – T. Georgiev (V. Vasilev)             |                  |                                                                |
| Lin H. (Shen, Weng) – 32:39 | 2–5                   |                                              |                  |                                                                |
| | 2–6                   | 35:13 – Hodulov (Boyadjiev) (PP)             |                  |                                                                |
| | 2–7                   | 35:33 – Dilkov (Dzhorov, T. Georgiev)        |                  |                                                                |
| | 2–8                   | 48:52 – M. Vasilev (V. Vasilev) (PP)         |                  |                                                                |
| | 2–9                   | 57:22 – Hodulov (Stoilov, Nikolov)           |                  |                                                                |
| | 2–10                  | 57:44 – Muhachev (M. Vasilev, Dzhorov)       |                  |                                                                |
| | 2–11                  | 59:58 – M. Vasilev (Bachvarov, Hodulov) (PP) |                  |                                                                |

| 2019. április 28. 13:00 | Törökország | 5–4 (0–1, 2–1, 3–2) | Türkmenisztán | Téli Sportpalota, Szófia Nézőszám: 90 |

| Jegyzőkönyv | Jegyzőkönyv  | Jegyzőkönyv                                      | Jegyzőkönyv      | Jegyzőkönyv                                                    |
| --- | ------------ | ------------------------------------------------ | ---------------- | -------------------------------------------------------------- |
| | Tolga Bozacı | Kapusok                                          | Keremli Charyyev | Játékvezető: Ryan Cairns Vonalbírók: Chae Youn-jin Dāvis Zunde |
| \| \| 0–1 \| 08:48 – Dovletmyradov (Vahovskiy, Veleyev) \| \| Ö. Karş (Gümüş, Halil) – 24:17 \| 1–1 \| \| \| \| 1–2 \| 26:53 – Dovletmyradov (Gurbanov, Vahovskiy) (PP) \| \| F. Faner (Halil) – 27:06 \| 2–2 \| \| \| Bakal (Salt, Halil) – 40:53 \| 3–2 \| \| \| \| 3–3 \| 42:09 – Vahovskiy (Veleyev) \| \| \| 3–4 \| 45:52 – Barkovskiy (Geldimyradov) \| \| Özmen (Gümüş) (PP2) – 54:14 \| 4–4 \| \| \| Bingöl (Ö. Karş, E. Faner) – 56:03 \| 5–4 \| \| |              |                                                  |                  | Játékvezető: Ryan Cairns Vonalbírók: Chae Youn-jin Dāvis Zunde |
| 10 perc | Büntetések   | 14 perc                                          |                  | Játékvezető: Ryan Cairns Vonalbírók: Chae Youn-jin Dāvis Zunde |
| 38 | Lövések      | 22                                               |                  | Játékvezető: Ryan Cairns Vonalbírók: Chae Youn-jin Dāvis Zunde |
| | 0–1          | 08:48 – Dovletmyradov (Vahovskiy, Veleyev)       |                  | Játékvezető: Ryan Cairns Vonalbírók: Chae Youn-jin Dāvis Zunde |
| Ö. Karş (Gümüş, Halil) – 24:17 | 1–1          |                                                  |                  | Játékvezető: Ryan Cairns Vonalbírók: Chae Youn-jin Dāvis Zunde |
| | 1–2          | 26:53 – Dovletmyradov (Gurbanov, Vahovskiy) (PP) |                  | Játékvezető: Ryan Cairns Vonalbírók: Chae Youn-jin Dāvis Zunde |
| F. Faner (Halil) – 27:06 | 2–2          |                                                  |                  |                                                                |
| Bakal (Salt, Halil) – 40:53 | 3–2          |                                                  |                  |                                                                |
| | 3–3          | 42:09 – Vahovskiy (Veleyev)                      |                  |                                                                |
| | 3–4          | 45:52 – Barkovskiy (Geldimyradov)                |                  |                                                                |
| Özmen (Gümüş) (PP2) – 54:14 | 4–4          |                                                  |                  |                                                                |
| Bingöl (Ö. Karş, E. Faner) – 56:03 | 5–4          |                                                  |                  |                                                                |

| 2019. április 28. 16:30 | Tajvan | 7–9 (1–2, 2–4, 4–3) | Dél-afrikai Köztársaság | Téli Sportpalota, Szófia Nézőszám: 105 |

| Jegyzőkönyv | Jegyzőkönyv           | Jegyzőkönyv                          | Jegyzőkönyv     | Jegyzőkönyv                                                    |
| --- | --------------------- | ------------------------------------ | --------------- | -------------------------------------------------------------- |
| | Hou Ta-yu He Wei-chih | Kapusok                              | Charl Pretorius | Játékvezető: Feng Lei Vonalbírók: Mihai Paul Luchezar Stoyanov |
| \| Lin H. (Weng, Sang) (PP2) – 09:13 \| 1–0 \| \| \| \| 1–1 \| 11:51 – Carelse (Samaai) \| \| \| 1–2 \| 18:03 – Carelse (Obery, Samaai) \| \| \| 1–3 \| 22:39 – Schuurman \| \| \| 1–4 \| 24:03 – Compton \| \| \| 1–5 \| 25:54 – Botha (Samaai, Carelse) (PP) \| \| \| 1–6 \| 27:46 – Compton \| \| Shen (Lin H.) (PP) – 32:01 \| 2–6 \| \| \| Lin H. (Weng) – 34:06 \| 3–6 \| \| \| \| 3–7 \| 41:51 – Schuurman (Compton) \| \| Sang (Weng, Shen) (SH) – 46:48 \| 4–7 \| \| \| \| 4–8 \| 47:42 – Samaai (PP) \| \| Chen W. (Chen K.) – 48:23 \| 5–8 \| \| \| Chen W. – 54:47 \| 6–8 \| \| \| Chiang (Weng) – 56:11 \| 7–8 \| \| \| \| 7–9 \| 59:43 – Marais (EN) \| |                       |                                      |                 | Játékvezető: Feng Lei Vonalbírók: Mihai Paul Luchezar Stoyanov |
| 8 perc | Büntetések            | 10 perc                              |                 | Játékvezető: Feng Lei Vonalbírók: Mihai Paul Luchezar Stoyanov |
| 34 | Lövések               | 22                                   |                 | Játékvezető: Feng Lei Vonalbírók: Mihai Paul Luchezar Stoyanov |
| Lin H. (Weng, Sang) (PP2) – 09:13 | 1–0                   |                                      |                 | Játékvezető: Feng Lei Vonalbírók: Mihai Paul Luchezar Stoyanov |
| | 1–1                   | 11:51 – Carelse (Samaai)             |                 | Játékvezető: Feng Lei Vonalbírók: Mihai Paul Luchezar Stoyanov |
| | 1–2                   | 18:03 – Carelse (Obery, Samaai)      |                 | Játékvezető: Feng Lei Vonalbírók: Mihai Paul Luchezar Stoyanov |
| | 1–3                   | 22:39 – Schuurman                    |                 |                                                                |
| | 1–4                   | 24:03 – Compton                      |                 |                                                                |
| | 1–5                   | 25:54 – Botha (Samaai, Carelse) (PP) |                 |                                                                |
| | 1–6                   | 27:46 – Compton                      |                 |                                                                |
| Shen (Lin H.) (PP) – 32:01 | 2–6                   |                                      |                 |                                                                |
| Lin H. (Weng) – 34:06 | 3–6                   |                                      |                 |                                                                |
| | 3–7                   | 41:51 – Schuurman (Compton)          |                 |                                                                |
| Sang (Weng, Shen) (SH) – 46:48 | 4–7                   |                                      |                 |                                                                |
| | 4–8                   | 47:42 – Samaai (PP)                  |                 |                                                                |
| Chen W. (Chen K.) – 48:23 | 5–8                   |                                      |                 |                                                                |
| Chen W. – 54:47 | 6–8                   |                                      |                 |                                                                |
| Chiang (Weng) – 56:11 | 7–8                   |                                      |                 |                                                                |
| | 7–9                   | 59:43 – Marais (EN)                  |                 |                                                                |

| 2019. április 28. 20:00 | Luxemburg | 0–7 (0–4, 0–1, 0–2) | Bulgária | Téli Sportpalota, Szófia Nézőszám: 1135 |

| Jegyzőkönyv | Jegyzőkönyv                 | Jegyzőkönyv                         | Jegyzőkönyv      | Jegyzőkönyv                                                       |
| --- | --------------------------- | ----------------------------------- | ---------------- | ----------------------------------------------------------------- |
| | Marcus Anselm Sven Cruchten | Kapusok                             | Dimitar Dimitrov | Játékvezető: Stefan Hogarth Vonalbírók: Anton Boryayev Henri Neva |
| \| \| 0–1 \| 12:28 – Hodulov (V. Vasilev) \| \| \| 0–2 \| 14:50 – Hodulov (Yotov) \| \| \| 0–3 \| 16:13 – Georgiev (SH) \| \| \| 0–4 \| 18:18 – Muhachev (V. Dikov, Dilkov) \| \| \| 0–5 \| 32:18 – Hodulov (Yotov, Boyadjiev) \| \| \| 0–6 \| 44:35 – Yotov (Gatchev, Stoilov) \| \| \| 0–7 \| 59:59 – Hodulov (Dilkov) (PP2) \| |                             |                                     |                  | Játékvezető: Stefan Hogarth Vonalbírók: Anton Boryayev Henri Neva |
| 28 perc | Büntetések                  | 14 perc                             |                  | Játékvezető: Stefan Hogarth Vonalbírók: Anton Boryayev Henri Neva |
| 26 | Lövések                     | 29                                  |                  | Játékvezető: Stefan Hogarth Vonalbírók: Anton Boryayev Henri Neva |
| | 0–1                         | 12:28 – Hodulov (V. Vasilev)        |                  | Játékvezető: Stefan Hogarth Vonalbírók: Anton Boryayev Henri Neva |
| | 0–2                         | 14:50 – Hodulov (Yotov)             |                  | Játékvezető: Stefan Hogarth Vonalbírók: Anton Boryayev Henri Neva |
| | 0–3                         | 16:13 – Georgiev (SH)               |                  | Játékvezető: Stefan Hogarth Vonalbírók: Anton Boryayev Henri Neva |
| | 0–4                         | 18:18 – Muhachev (V. Dikov, Dilkov) |                  |                                                                   |
| | 0–5                         | 32:18 – Hodulov (Yotov, Boyadjiev)  |                  |                                                                   |
| | 0–6                         | 44:35 – Yotov (Gatchev, Stoilov)    |                  |                                                                   |
| | 0–7                         | 59:59 – Hodulov (Dilkov) (PP2)      |                  |                                                                   |

## Divízió III selejtező

### Résztvevők
A selejtezőben az alábbi 6 válogatott vett részt.
| Csapat                  | Kvalifikáció módja                                              |
| ----------------------- | --------------------------------------------------------------- |
| Hongkong                | Előző évben a a divízió III 6. helyén végzett és kiesett.       |
| Bosznia-Hercegovina     | Előző évben a divízió III selejtező 2. helyén végzett.          |
| Egyesült Arab Emírségek | Rendező, előző évben a divízió III selejtező 3. helyén végzett. |
| Kuvait                  | Előző évben a divízió III selejtező 4. helyén végzett.          |
| Thaiföld                | Először indult IIHF-tornán.                                     |
| Kirgizisztán            | Először indult IIHF-tornán.                                     |

### Végeredmény
A mérkőzések kezdési időpontjai helyi idő szerint (UTC+4) értendők.
| Hely. | Csapat                         | M | Gy | HGy | HV | V | G+ | G– | Gk  | P  | Feljutás vagy kiesés          |
| ----- | ------------------------------ | - | -- | --- | -- | - | -- | -- | --- | -- | ----------------------------- |
| 1.    | Egyesült Arab Emírségek (R, F) | 5 | 4  | 0   | 0  | 1 | 46 | 14 | +32 | 12 | Feljutott a divízió III/A-ba. |
| 2.    | Hongkong                       | 5 | 4  | 0   | 0  | 1 | 31 | 18 | +13 | 12 |                               |
| 3.    | Thaiföld                       | 5 | 2  | 1   | 0  | 2 | 26 | 19 | +7  | 8  |                               |
| 4.    | Bosznia-Hercegovina            | 5 | 2  | 0   | 1  | 2 | 21 | 22 | −1  | 7  |                               |
| 5.    | Kuvait (K)                     | 5 | 1  | 0   | 0  | 4 | 9  | 43 | −34 | 3  | Kiesett a divízió IV-be.      |
| 6.    | Kirgizisztán (K)               | 5 | 1  | 0   | 0  | 4 | 7  | 24 | −17 | 3  | Kiesett a divízió IV-be.      |

### Eredmények
- Kirgizisztán csapatában az orosz születésű Alekszandr Tyitov is szerepelt az első négy mérkőzésen és mindet megnyerték. Az ötödik mérkőzése előtt kiderült, hogy nem játszhatott volna kirgiz színekben, ezért eltiltották, Kirgizisztán eredményeit pedig törölték és az ellenfeleknek írták jóvá 5–0-ás gólkülönbséggel.

| 2019. március 31. 12:00 | Bosznia-Hercegovina | 4–5 (sz.) (4–1, 0–1, 0–2) (h.u.: 0–0) (sz.: 0–1) | Thaiföld | Abu-Dzabi Jégpálya, Abu-Dzabi Nézőszám: 47 |

| Jegyzőkönyv | Jegyzőkönyv | Jegyzőkönyv                                             | Jegyzőkönyv                 | Jegyzőkönyv                        |
| --- | ----------- | ------------------------------------------------------- | --------------------------- | ---------------------------------- |
| | Amel Ćapin  | Kapusok                                                 | Pattarapol Ungkulpattanasuk | Játékvezető: Liu Jiaqi Vonalbírók: |
| \| Hodžić – 00:53 \| 1–0 \| \| \| Ćatović (Omer) (PP) – 08:48 \| 2–0 \| \| \| Pilav (Ćatović, Mrkva) (PP) – 13:46 \| 3–0 \| \| \| Omer (Dzamalija) – 15:36 \| 4–0 \| \| \| \| 4–1 \| 18:23 – Nagayama (PP) \| \| \| 4–2 \| 22:16 – Thanakroekkiat (Nagayama) \| \| \| 4–3 \| 42:09 – Ingkharratphithakon (Vattanapanyakul, Nagayama) \| \| \| 4–4 \| 49:39 – Limpinphet (Suwachirat, Luckanatinakorn) \| |             |                                                         |                             | Játékvezető: Liu Jiaqi Vonalbírók: |
| Omer Ćatović Hodžić Dzamalija Mrkva | Szétlövés   | Thanakroekkiat Nagayama Suwachirat Kitayama Khuhakaew   |                             | Játékvezető: Liu Jiaqi Vonalbírók: |
| 12 perc | Büntetések  | 16 perc                                                 |                             | Játékvezető: Liu Jiaqi Vonalbírók: |
| 29 | Lövések     | 53                                                      |                             | Játékvezető: Liu Jiaqi Vonalbírók: |
| Hodžić – 00:53 | 1–0         |                                                         |                             | Játékvezető: Liu Jiaqi Vonalbírók: |
| Ćatović (Omer) (PP) – 08:48 | 2–0         |                                                         |                             | Játékvezető: Liu Jiaqi Vonalbírók: |
| Pilav (Ćatović, Mrkva) (PP) – 13:46 | 3–0         |                                                         |                             |                                    |
| Omer (Dzamalija) – 15:36 | 4–0         |                                                         |                             |                                    |
| | 4–1         | 18:23 – Nagayama (PP)                                   |                             |                                    |
| | 4–2         | 22:16 – Thanakroekkiat (Nagayama)                       |                             |                                    |
| | 4–3         | 42:09 – Ingkharratphithakon (Vattanapanyakul, Nagayama) |                             |                                    |
| | 4–4         | 49:39 – Limpinphet (Suwachirat, Luckanatinakorn)        |                             |                                    |

| 2019. március 31. 16:00 | Kirgizisztán | 0–5 (14–0 törölve) (9–0, 2–0, 3–0) | Kuvait | Abu-Dzabi Jégpálya, Abu-Dzabi Nézőszám: 52 |

| Jegyzőkönyv | Jegyzőkönyv      | Jegyzőkönyv | Jegyzőkönyv     | Jegyzőkönyv                                                       |
| --- | ---------------- | ----------- | --------------- | ----------------------------------------------------------------- |
| | Aleksandr Petrov | Kapusok     | Jasem Al-Sarraf | Játékvezető: Dean Smith Vonalbírók: Heylaan Al-Ameri Kang Tae-woo |
| \| Titov (Abdyraev) – 04:29 \| 1–0 \| \| \| Chuvalov – 05:26 \| 2–0 \| \| \| Abdyraev (Kudashev) (PP) – 06:19 \| 3–0 \| \| \| Chuvalov (Terentyev) – 08:08 \| 4–0 \| \| \| Titov (Kolodii) – 08:51 \| 5–0 \| \| \| Egorov (Nosov) – 12:01 \| 6–0 \| \| \| Terentyev (Nosov, Egorov) (PP2) – 14:08 \| 7–0 \| \| \| Titov (Kolodii) (PP) – 14:39 \| 8–0 \| \| \| Tonkikh (Titov) (SH) – 18:40 \| 9–0 \| \| \| Terentyev (Tonkikh, Chuvalov) – 33:45 \| 10–0 \| \| \| Tonkikh (Chuvalov, Nosov) – 38:17 \| 11–0 \| \| \| Nosov (Tonkikh, Chuvalov) – 44:47 \| 12–0 \| \| \| Kudashev (Titov, Abdyraev) – 54:18 \| 13–0 \| \| \| Isamatov (Tynaliev) – 59:56 \| 14–0 \| \| |                  |             |                 | Játékvezető: Dean Smith Vonalbírók: Heylaan Al-Ameri Kang Tae-woo |
| 6 perc | Büntetések       | 14 perc     |                 | Játékvezető: Dean Smith Vonalbírók: Heylaan Al-Ameri Kang Tae-woo |
| 60 | Lövések          | 5           |                 | Játékvezető: Dean Smith Vonalbírók: Heylaan Al-Ameri Kang Tae-woo |
| Titov (Abdyraev) – 04:29 | 1–0              |             |                 | Játékvezető: Dean Smith Vonalbírók: Heylaan Al-Ameri Kang Tae-woo |
| Chuvalov – 05:26 | 2–0              |             |                 | Játékvezető: Dean Smith Vonalbírók: Heylaan Al-Ameri Kang Tae-woo |
| Abdyraev (Kudashev) (PP) – 06:19 | 3–0              |             |                 | Játékvezető: Dean Smith Vonalbírók: Heylaan Al-Ameri Kang Tae-woo |
| Chuvalov (Terentyev) – 08:08 | 4–0              |             |                 |                                                                   |
| Titov (Kolodii) – 08:51 | 5–0              |             |                 |                                                                   |
| Egorov (Nosov) – 12:01 | 6–0              |             |                 |                                                                   |
| Terentyev (Nosov, Egorov) (PP2) – 14:08 | 7–0              |             |                 |                                                                   |
| Titov (Kolodii) (PP) – 14:39 | 8–0              |             |                 |                                                                   |
| Tonkikh (Titov) (SH) – 18:40 | 9–0              |             |                 |                                                                   |
| Terentyev (Tonkikh, Chuvalov) – 33:45 | 10–0             |             |                 |                                                                   |
| Tonkikh (Chuvalov, Nosov) – 38:17 | 11–0             |             |                 |                                                                   |
| Nosov (Tonkikh, Chuvalov) – 44:47 | 12–0             |             |                 |                                                                   |
| Kudashev (Titov, Abdyraev) – 54:18 | 13–0             |             |                 |                                                                   |
| Isamatov (Tynaliev) – 59:56 | 14–0             |             |                 |                                                                   |

| 2019. március 31. 20:00 | Egyesült Arab Emírségek | 11–1 (5–0, 6–0, 0–1) | Hongkong | Abu-Dzabi Jégpálya, Abu-Dzabi Nézőszám: 168 |

| Jegyzőkönyv | Jegyzőkönyv       | Jegyzőkönyv            | Jegyzőkönyv                   | Jegyzőkönyv                                                       |
| --- | ----------------- | ---------------------- | ----------------------------- | ----------------------------------------------------------------- |
| | Khaled Al-Suwaidi | Kapusok                | Emerson Keung Cheung Ching Ho | Játékvezető: Toh Sung-taek Vonalbírók: Murat Aygün Norbert Muzsik |
| \| Karkotsky (Remess) – 08:31 \| 1–0 \| \| \| Zainutdinov (Karkotsky) – 13:10 \| 2–0 \| \| \| Remess (J. Al-Dhareri) – 16:46 \| 3–0 \| \| \| Zainutdinov – 18:48 \| 4–0 \| \| \| Al-Mahrooqi (Zainutdinov) – 19:19 \| 5–0 \| \| \| Zainutdinov – 21:14 \| 6–0 \| \| \| Al-Mehairi (O. Al-Shamsi) – 22:36 \| 7–0 \| \| \| J. Al-Dhareri (Zainutdinov) – 27:14 \| 8–0 \| \| \| J. Al-Dhareri (Zainutdinov) – 36:21 \| 9–0 \| \| \| Zainutdinov (Al-Kaabi) – 37:46 \| 10–0 \| \| \| Zainutdinov (J. Al-Dhareri, Al-Mahrooqi) – 39:37 \| 11–0 \| \| \| \| 11–1 \| 51:52 – Wong K. (Tang) \| |                   |                        |                               | Játékvezető: Toh Sung-taek Vonalbírók: Murat Aygün Norbert Muzsik |
| 4 perc | Büntetések        | 4 perc                 |                               | Játékvezető: Toh Sung-taek Vonalbírók: Murat Aygün Norbert Muzsik |
| 41 | Lövések           | 16                     |                               | Játékvezető: Toh Sung-taek Vonalbírók: Murat Aygün Norbert Muzsik |
| Karkotsky (Remess) – 08:31 | 1–0               |                        |                               | Játékvezető: Toh Sung-taek Vonalbírók: Murat Aygün Norbert Muzsik |
| Zainutdinov (Karkotsky) – 13:10 | 2–0               |                        |                               | Játékvezető: Toh Sung-taek Vonalbírók: Murat Aygün Norbert Muzsik |
| Remess (J. Al-Dhareri) – 16:46 | 3–0               |                        |                               | Játékvezető: Toh Sung-taek Vonalbírók: Murat Aygün Norbert Muzsik |
| Zainutdinov – 18:48 | 4–0               |                        |                               |                                                                   |
| Al-Mahrooqi (Zainutdinov) – 19:19 | 5–0               |                        |                               |                                                                   |
| Zainutdinov – 21:14 | 6–0               |                        |                               |                                                                   |
| Al-Mehairi (O. Al-Shamsi) – 22:36 | 7–0               |                        |                               |                                                                   |
| J. Al-Dhareri (Zainutdinov) – 27:14 | 8–0               |                        |                               |                                                                   |
| J. Al-Dhareri (Zainutdinov) – 36:21 | 9–0               |                        |                               |                                                                   |
| Zainutdinov (Al-Kaabi) – 37:46 | 10–0              |                        |                               |                                                                   |
| Zainutdinov (J. Al-Dhareri, Al-Mahrooqi) – 39:37 | 11–0              |                        |                               |                                                                   |
| | 11–1              | 51:52 – Wong K. (Tang) |                               |                                                                   |

| 2019. április 1. 12:00 | Hongkong | 12–2 (4–1, 2–0, 6–1) | Kuvait | Abu-Dzabi Jégpálya, Abu-Dzabi Nézőszám: 68 |

| Jegyzőkönyv | Jegyzőkönyv     | Jegyzőkönyv                                   | Jegyzőkönyv    | Jegyzőkönyv                                                          |
| --- | --------------- | --------------------------------------------- | -------------- | -------------------------------------------------------------------- |
| | Cheung Ching-ho | Kapusok                                       | Ahmad Al-Saegh | Játékvezető: Kent Unwin Vonalbírók: Yahya Al-Jneibi Oleksiy Ryabikov |
| \| \| 0–1 \| 03:32 – A. Al-Sarraf (Al-Qattan) \| \| Lau (Lo, Au-Yeung) – 06:07 \| 1–1 \| \| \| Sham (Wong K., To) – 07:25 \| 2–1 \| \| \| Au-Yeung (Tang, Wong K.) (PP) – 10:33 \| 3–1 \| \| \| Wong K. (Sham, To) – 14:16 \| 4–1 \| \| \| Tang – 30:00 \| 5–1 \| \| \| Kan S. (SH) \| 6–1 \| \| \| Chau (L. Wong, Sham) – 43:05 \| 7–1 \| \| \| Lo – 44:27 \| 8–1 \| \| \| J. Wong (Fung) – 46:03 \| 9–1 \| \| \| J. Wong (Kan C.) – 46:20 \| 10–1 \| \| \| Chau (Tang) – 49:16 \| 11–1 \| \| \| Chau (Lam, Kan C.) – 53:30 \| 12–1 \| \| \| \| 12–2 \| 58:53 – Al-Awadhi (Al-Zidan, Al-Maraghy) (PP) \| |                 |                                               |                | Játékvezető: Kent Unwin Vonalbírók: Yahya Al-Jneibi Oleksiy Ryabikov |
| 12 perc | Büntetések      | 10 perc                                       |                | Játékvezető: Kent Unwin Vonalbírók: Yahya Al-Jneibi Oleksiy Ryabikov |
| 33 | Lövések         | 17                                            |                | Játékvezető: Kent Unwin Vonalbírók: Yahya Al-Jneibi Oleksiy Ryabikov |
| | 0–1             | 03:32 – A. Al-Sarraf (Al-Qattan)              |                | Játékvezető: Kent Unwin Vonalbírók: Yahya Al-Jneibi Oleksiy Ryabikov |
| Lau (Lo, Au-Yeung) – 06:07 | 1–1             |                                               |                | Játékvezető: Kent Unwin Vonalbírók: Yahya Al-Jneibi Oleksiy Ryabikov |
| Sham (Wong K., To) – 07:25 | 2–1             |                                               |                | Játékvezető: Kent Unwin Vonalbírók: Yahya Al-Jneibi Oleksiy Ryabikov |
| Au-Yeung (Tang, Wong K.) (PP) – 10:33 | 3–1             |                                               |                |                                                                      |
| Wong K. (Sham, To) – 14:16 | 4–1             |                                               |                |                                                                      |
| Tang – 30:00 | 5–1             |                                               |                |                                                                      |
| Kan S. (SH) | 6–1             |                                               |                |                                                                      |
| Chau (L. Wong, Sham) – 43:05 | 7–1             |                                               |                |                                                                      |
| Lo – 44:27 | 8–1             |                                               |                |                                                                      |
| J. Wong (Fung) – 46:03 | 9–1             |                                               |                |                                                                      |
| J. Wong (Kan C.) – 46:20 | 10–1            |                                               |                |                                                                      |
| Chau (Tang) – 49:16 | 11–1            |                                               |                |                                                                      |
| Chau (Lam, Kan C.) – 53:30 | 12–1            |                                               |                |                                                                      |
| | 12–2            | 58:53 – Al-Awadhi (Al-Zidan, Al-Maraghy) (PP) |                |                                                                      |

| 2019. április 1. 16:00 | Thaiföld | 5–0 (2–6 törölve) (0–4, 0–0, 2–2) | Kirgizisztán | Abu-Dzabi Jégpálya, Abu-Dzabi Nézőszám: 82 |

| Jegyzőkönyv | Jegyzőkönyv                 | Jegyzőkönyv                       | Jegyzőkönyv      | Jegyzőkönyv                                                     |
| --- | --------------------------- | --------------------------------- | ---------------- | --------------------------------------------------------------- |
| | Pattarapol Ungkulpattanasuk | Kapusok                           | Aleksandr Petrov | Játékvezető: Liu Jiaqi Vonalbírók: Heylaan Al-Ameri Murat Aygün |
| \| \| 0–1 \| 11:33 – Tynaliev (Gorobets) \| \| \| 0–2 \| 12:00 – Tonkikh (Nosov) \| \| \| 0–3 \| 16:36 – Titov (Abdyraev, Kolodii) \| \| \| 0–4 \| 18:55 – Chuvalov (Nosov, Tonkikh) \| \| Luckanatinakorn – 42:40 \| 1–4 \| \| \| Thanakroekkiat (Luckanatinakorn) (PP) – 44:13 \| 2–4 \| \| \| \| 2–5 \| 49:02 – Nosov (Tonkikh) \| \| \| 2–6 \| 18:55 – Egorov (Chuvalov) \| |                             |                                   |                  | Játékvezető: Liu Jiaqi Vonalbírók: Heylaan Al-Ameri Murat Aygün |
| 8 perc | Büntetések                  | 49 perc                           |                  | Játékvezető: Liu Jiaqi Vonalbírók: Heylaan Al-Ameri Murat Aygün |
| 8 | Lövések                     | 48                                |                  | Játékvezető: Liu Jiaqi Vonalbírók: Heylaan Al-Ameri Murat Aygün |
| | 0–1                         | 11:33 – Tynaliev (Gorobets)       |                  | Játékvezető: Liu Jiaqi Vonalbírók: Heylaan Al-Ameri Murat Aygün |
| | 0–2                         | 12:00 – Tonkikh (Nosov)           |                  | Játékvezető: Liu Jiaqi Vonalbírók: Heylaan Al-Ameri Murat Aygün |
| | 0–3                         | 16:36 – Titov (Abdyraev, Kolodii) |                  | Játékvezető: Liu Jiaqi Vonalbírók: Heylaan Al-Ameri Murat Aygün |
| | 0–4                         | 18:55 – Chuvalov (Nosov, Tonkikh) |                  |                                                                 |
| Luckanatinakorn – 42:40 | 1–4                         |                                   |                  |                                                                 |
| Thanakroekkiat (Luckanatinakorn) (PP) – 44:13 | 2–4                         |                                   |                  |                                                                 |
| | 2–5                         | 49:02 – Nosov (Tonkikh)           |                  |                                                                 |
| | 2–6                         | 18:55 – Egorov (Chuvalov)         |                  |                                                                 |

| 2019. április 1. 20:00 | Bosznia-Hercegovina | 3–10 (0–3, 1–6, 2–2) | Egyesült Arab Emírségek | Abu-Dzabi Jégpálya, Abu-Dzabi Nézőszám: 74 |

| Jegyzőkönyv | Jegyzőkönyv             | Jegyzőkönyv                                         | Jegyzőkönyv       | Jegyzőkönyv                                                   |
| --- | ----------------------- | --------------------------------------------------- | ----------------- | ------------------------------------------------------------- |
| | Amel Ćapin Dino Pašović | Kapusok                                             | Khaled Al-Suwaidi | Játékvezető: Dean Smith Vonalbírók: Jiří Gebauer Kang Tae-woo |
| \| \| 0–1 \| 07:22 – J. Al-Dhaheri (Remess) (PP) \| \| \| 0–2 \| 12:26 – Savko (O. Al-Shamsi) \| \| \| 0–3 \| 17:36 – J. Al-Dhaheri (Zainutdinov, Karkotsky) (PP) \| \| \| 0–4 \| 22:13 – Zainutdinov (J. Al-Dhaheri) (PP) \| \| \| 0–5 \| 26:10 – Karkotsky \| \| \| 0–6 \| 28:01 – Al-Mahrooqi (Remess) \| \| Hasović – 30:55 \| 1–6 \| \| \| \| 1–7 \| 32:27 – Zainutdinov (Remess) (SH) \| \| \| 1–8 \| 33:22 – Al-Mahrooqi (J. Al-Dhaheri, Zainutdinov) \| \| \| 1–9 \| 39:15 – A. Al-Suwaidi (O. Al-Shamsi) \| \| Dzamalija (Đinalić, Omer) – 48:12 \| 2–9 \| \| \| \| 2–10 \| 49:20 – Zainutdinov (J. Al-Dhaheri, Al-Mahrooqi) \| \| Mrkva (Omer) – 57:50 \| 3–10 \| \| |                         |                                                     |                   | Játékvezető: Dean Smith Vonalbírók: Jiří Gebauer Kang Tae-woo |
| 12 perc | Büntetések              | 10 perc                                             |                   | Játékvezető: Dean Smith Vonalbírók: Jiří Gebauer Kang Tae-woo |
| 17 | Lövések                 | 50                                                  |                   | Játékvezető: Dean Smith Vonalbírók: Jiří Gebauer Kang Tae-woo |
| | 0–1                     | 07:22 – J. Al-Dhaheri (Remess) (PP)                 |                   | Játékvezető: Dean Smith Vonalbírók: Jiří Gebauer Kang Tae-woo |
| | 0–2                     | 12:26 – Savko (O. Al-Shamsi)                        |                   | Játékvezető: Dean Smith Vonalbírók: Jiří Gebauer Kang Tae-woo |
| | 0–3                     | 17:36 – J. Al-Dhaheri (Zainutdinov, Karkotsky) (PP) |                   | Játékvezető: Dean Smith Vonalbírók: Jiří Gebauer Kang Tae-woo |
| | 0–4                     | 22:13 – Zainutdinov (J. Al-Dhaheri) (PP)            |                   |                                                               |
| | 0–5                     | 26:10 – Karkotsky                                   |                   |                                                               |
| | 0–6                     | 28:01 – Al-Mahrooqi (Remess)                        |                   |                                                               |
| Hasović – 30:55 | 1–6                     |                                                     |                   |                                                               |
| | 1–7                     | 32:27 – Zainutdinov (Remess) (SH)                   |                   |                                                               |
| | 1–8                     | 33:22 – Al-Mahrooqi (J. Al-Dhaheri, Zainutdinov)    |                   |                                                               |
| | 1–9                     | 39:15 – A. Al-Suwaidi (O. Al-Shamsi)                |                   |                                                               |
| Dzamalija (Đinalić, Omer) – 48:12 | 2–9                     |                                                     |                   |                                                               |
| | 2–10                    | 49:20 – Zainutdinov (J. Al-Dhaheri, Al-Mahrooqi)    |                   |                                                               |
| Mrkva (Omer) – 57:50 | 3–10                    |                                                     |                   |                                                               |

| 2019. április 3. 12:00 | Bosznia-Hercegovina | 5–0 (3–14 törölve) (0–4, 2–7, 1–3) | Kirgizisztán | Abu-Dzabi Jégpálya, Abu-Dzabi Nézőszám: 66 |

| Jegyzőkönyv | Jegyzőkönyv             | Jegyzőkönyv                               | Jegyzőkönyv      | Jegyzőkönyv                                                         |
| --- | ----------------------- | ----------------------------------------- | ---------------- | ------------------------------------------------------------------- |
| | Dino Pašović Amel Ćapin | Kapusok                                   | Aleksandr Petrov | Játékvezető: Kent Unwin Vonalbírók: Heylaan Al-Ameri Muzsik Norbert |
| \| \| 0–1 \| 04:38 – Nosov (SH) \| \| \| 0–2 \| 04:58 – Egorov (Nosov) (SH) \| \| \| 0–3 \| 05:51 – Tonkikh (Isamatov) \| \| \| 0–4 \| 10:34 – Nosov (Tonkikh, Egorov) \| \| \| 0–5 \| 20:53 – Tonkikh (Chuvalov, Kolodii) (PP) \| \| Omer (Ćatović) (PP) – 22:22 \| 1–5 \| \| \| \| 1–6 \| 23:16 – Nosov (Egorov) \| \| \| 1–7 \| 23:35 – Tynaliev (Abdyraev) (PP) \| \| \| 1–8 \| 27:08 – Tonkikh (Nosov, Chuvalov) \| \| \| 1–9 \| 27:59 – Nosov (Chuvalov, Terentyev) (PP) \| \| \| 1–10 \| 31:02 – Kolodii (Shushenkov, Nosov) (PP2) \| \| \| 1–11 \| 33:15 – Shushenkov (SH) \| \| London (Hodžić, Hasović) (PP) – 33:59 \| 2–11 \| \| \| \| 2–12 \| 40:45 – Tagaev (Abdyraev, Titov) \| \| \| 2–13 \| 48:44 – Nosov (Tonkikh, Egorov) (PP2) \| \| Omer (Hodžić) (PP) – 55:51 \| 3–13 \| \| \| \| 3–14 \| 58:53 – Chuvalov \| |                         |                                           |                  | Játékvezető: Kent Unwin Vonalbírók: Heylaan Al-Ameri Muzsik Norbert |
| 107 perc | Büntetések              | 41 perc                                   |                  | Játékvezető: Kent Unwin Vonalbírók: Heylaan Al-Ameri Muzsik Norbert |
| 12 | Lövések                 | 55                                        |                  | Játékvezető: Kent Unwin Vonalbírók: Heylaan Al-Ameri Muzsik Norbert |
| | 0–1                     | 04:38 – Nosov (SH)                        |                  | Játékvezető: Kent Unwin Vonalbírók: Heylaan Al-Ameri Muzsik Norbert |
| | 0–2                     | 04:58 – Egorov (Nosov) (SH)               |                  | Játékvezető: Kent Unwin Vonalbírók: Heylaan Al-Ameri Muzsik Norbert |
| | 0–3                     | 05:51 – Tonkikh (Isamatov)                |                  | Játékvezető: Kent Unwin Vonalbírók: Heylaan Al-Ameri Muzsik Norbert |
| | 0–4                     | 10:34 – Nosov (Tonkikh, Egorov)           |                  |                                                                     |
| | 0–5                     | 20:53 – Tonkikh (Chuvalov, Kolodii) (PP)  |                  |                                                                     |
| Omer (Ćatović) (PP) – 22:22 | 1–5                     |                                           |                  |                                                                     |
| | 1–6                     | 23:16 – Nosov (Egorov)                    |                  |                                                                     |
| | 1–7                     | 23:35 – Tynaliev (Abdyraev) (PP)          |                  |                                                                     |
| | 1–8                     | 27:08 – Tonkikh (Nosov, Chuvalov)         |                  |                                                                     |
| | 1–9                     | 27:59 – Nosov (Chuvalov, Terentyev) (PP)  |                  |                                                                     |
| | 1–10                    | 31:02 – Kolodii (Shushenkov, Nosov) (PP2) |                  |                                                                     |
| | 1–11                    | 33:15 – Shushenkov (SH)                   |                  |                                                                     |
| London (Hodžić, Hasović) (PP) – 33:59 | 2–11                    |                                           |                  |                                                                     |
| | 2–12                    | 40:45 – Tagaev (Abdyraev, Titov)          |                  |                                                                     |
| | 2–13                    | 48:44 – Nosov (Tonkikh, Egorov) (PP2)     |                  |                                                                     |
| Omer (Hodžić) (PP) – 55:51 | 3–13                    |                                           |                  |                                                                     |
| | 3–14                    | 58:53 – Chuvalov                          |                  |                                                                     |

| 2019. április 3. 16:00 | Hongkong | 6–5 (0–3, 3–2, 3–0) | Thaiföld | Abu-Dzabi Jégpálya, Abu-Dzabi Nézőszám: 56 |

| Jegyzőkönyv | Jegyzőkönyv   | Jegyzőkönyv                                | Jegyzőkönyv                 | Jegyzőkönyv                                                          |
| --- | ------------- | ------------------------------------------ | --------------------------- | -------------------------------------------------------------------- |
| | Keung Emerson | Kapusok                                    | Pattarapol Ungkulpattanasuk | Játékvezető: Toh Sung-taek Vonalbírók: Kang Tae-woo Oleksiy Ryabikov |
| \| \| 0–1 \| 06:51 – Nagayama (Suwachirat) \| \| \| 0–2 \| 15:52 – Suwachirat (Supadilokluk, Forster) \| \| \| 0–3 \| 16:20 – Kitayama (Supadilokluk) \| \| \| 0–4 \| 20:52 – Suwachirat (Forster, Nagayama) \| \| Kan S. (Wong K.) – 27:22 \| 1–4 \| \| \| \| 1–5 \| 31:13 – Limpinphet (Kitayama, Nagayama) \| \| Tang (Lo) – 35:11 \| 2–5 \| \| \| To (Tang) – 36:42 \| 3–5 \| \| \| To (Tang) – 54:33 \| 4–5 \| \| \| Sham – 57:23 \| 5–5 \| \| \| Wong K. (Kan S., L. Wong) (PP) – 59:20 \| 6–5 \| \| |               |                                            |                             | Játékvezető: Toh Sung-taek Vonalbírók: Kang Tae-woo Oleksiy Ryabikov |
| 12 perc | Büntetések    | 16 perc                                    |                             | Játékvezető: Toh Sung-taek Vonalbírók: Kang Tae-woo Oleksiy Ryabikov |
| 34 | Lövések       | 26                                         |                             | Játékvezető: Toh Sung-taek Vonalbírók: Kang Tae-woo Oleksiy Ryabikov |
| | 0–1           | 06:51 – Nagayama (Suwachirat)              |                             | Játékvezető: Toh Sung-taek Vonalbírók: Kang Tae-woo Oleksiy Ryabikov |
| | 0–2           | 15:52 – Suwachirat (Supadilokluk, Forster) |                             | Játékvezető: Toh Sung-taek Vonalbírók: Kang Tae-woo Oleksiy Ryabikov |
| | 0–3           | 16:20 – Kitayama (Supadilokluk)            |                             | Játékvezető: Toh Sung-taek Vonalbírók: Kang Tae-woo Oleksiy Ryabikov |
| | 0–4           | 20:52 – Suwachirat (Forster, Nagayama)     |                             |                                                                      |
| Kan S. (Wong K.) – 27:22 | 1–4           |                                            |                             |                                                                      |
| | 1–5           | 31:13 – Limpinphet (Kitayama, Nagayama)    |                             |                                                                      |
| Tang (Lo) – 35:11 | 2–5           |                                            |                             |                                                                      |
| To (Tang) – 36:42 | 3–5           |                                            |                             |                                                                      |
| To (Tang) – 54:33 | 4–5           |                                            |                             |                                                                      |
| Sham – 57:23 | 5–5           |                                            |                             |                                                                      |
| Wong K. (Kan S., L. Wong) (PP) – 59:20 | 6–5           |                                            |                             |                                                                      |

| 2019. április 3. 20:00 | Egyesült Arab Emírségek | 13–1 (5–0, 8–0, 0–1) | Kuvait | Abu-Dzabi Jégpálya, Abu-Dzabi Nézőszám: 98 |

| Jegyzőkönyv | Jegyzőkönyv      | Jegyzőkönyv     | Jegyzőkönyv                   | Jegyzőkönyv                                                 |
| --- | ---------------- | --------------- | ----------------------------- | ----------------------------------------------------------- |
| | Ahmed Al-Dhaheri | Kapusok         | Jasem Al-Saraf Ahmad Al-Saegh | Játékvezető: Liu Jiaqi Vonalbírók: Murat Aygün Jiří Gebauer |
| \| J. Al-Dhareri (Al-Mehairi) – 01:25 \| 1–0 \| \| \| Al-Kaabi (Al-Nuaimi, Al-Mehairi) – 02:40 \| 2–0 \| \| \| Al-Nuaimi (Al-Kaabi) – 12:19 \| 3–0 \| \| \| Al-Mahrooqi (Al-Ameri, Al-Mazrouei) – 18:24 \| 4–0 \| \| \| Al-Kaabi (Al-Mazrouei, Al-Nuaimi) – 19:52 \| 5–0 \| \| \| J. Al-Dhareri (Al-Mehairi, Al-Mahrooqi) – 21:45 \| 6–0 \| \| \| Al-Zaabi (J. Al-Dhareri, Al-Ameri) – 25:12 \| 7–0 \| \| \| Al-Blooshi – 30:17 \| 8–0 \| \| \| Al-Kaabi (Al-Mazrouei, M. Al-Shamsi) – 30:44 \| 9–0 \| \| \| Al-Mehairi (Al-Nuaimi) – 31:59 \| 10–0 \| \| \| O. Al-Shamsi – 32:23 \| 11–0 \| \| \| Al-Kaabi (Al-Blooshi) (SH) – 36:59 \| 12–0 \| \| \| Al-Mahrooqi (PP) – 39:53 \| 13–0 \| \| \| \| 13–1 \| 57:10 – Al-Ajmi \| |                  |                 |                               | Játékvezető: Liu Jiaqi Vonalbírók: Murat Aygün Jiří Gebauer |
| 6 perc | Büntetések       | 16 perc         |                               | Játékvezető: Liu Jiaqi Vonalbírók: Murat Aygün Jiří Gebauer |
| 27 | Lövések          | 9               |                               | Játékvezető: Liu Jiaqi Vonalbírók: Murat Aygün Jiří Gebauer |
| J. Al-Dhareri (Al-Mehairi) – 01:25 | 1–0              |                 |                               | Játékvezető: Liu Jiaqi Vonalbírók: Murat Aygün Jiří Gebauer |
| Al-Kaabi (Al-Nuaimi, Al-Mehairi) – 02:40 | 2–0              |                 |                               | Játékvezető: Liu Jiaqi Vonalbírók: Murat Aygün Jiří Gebauer |
| Al-Nuaimi (Al-Kaabi) – 12:19 | 3–0              |                 |                               | Játékvezető: Liu Jiaqi Vonalbírók: Murat Aygün Jiří Gebauer |
| Al-Mahrooqi (Al-Ameri, Al-Mazrouei) – 18:24 | 4–0              |                 |                               |                                                             |
| Al-Kaabi (Al-Mazrouei, Al-Nuaimi) – 19:52 | 5–0              |                 |                               |                                                             |
| J. Al-Dhareri (Al-Mehairi, Al-Mahrooqi) – 21:45 | 6–0              |                 |                               |                                                             |
| Al-Zaabi (J. Al-Dhareri, Al-Ameri) – 25:12 | 7–0              |                 |                               |                                                             |
| Al-Blooshi – 30:17 | 8–0              |                 |                               |                                                             |
| Al-Kaabi (Al-Mazrouei, M. Al-Shamsi) – 30:44 | 9–0              |                 |                               |                                                             |
| Al-Mehairi (Al-Nuaimi) – 31:59 | 10–0             |                 |                               |                                                             |
| O. Al-Shamsi – 32:23 | 11–0             |                 |                               |                                                             |
| Al-Kaabi (Al-Blooshi) (SH) – 36:59 | 12–0             |                 |                               |                                                             |
| Al-Mahrooqi (PP) – 39:53 | 13–0             |                 |                               |                                                             |
| | 13–1             | 57:10 – Al-Ajmi |                               |                                                             |

| 2019. április 4. 12:00 | Kirgizisztán | 0–5 (8–3 törölve) (3–0, 1–3, 4–0) | Hongkong | Abu-Dzabi Jégpálya, Abu-Dzabi Nézőszám: 44 |

| Jegyzőkönyv | Jegyzőkönyv     | Jegyzőkönyv                           | Jegyzőkönyv     | Jegyzőkönyv                                                     |
| --- | --------------- | ------------------------------------- | --------------- | --------------------------------------------------------------- |
| | Temir Muktarbek | Kapusok                               | Cheung Ching Ho | Játékvezető: Dean Smith Vonalbírók: Kang Tae-woo Muzsik Norbert |
| \| Tonkikh (Nosov) (PP) – 05:18 \| 1–0 \| \| \| Nosov (Chuvalov) – 12:36 \| 2–0 \| \| \| Abdyraev (Ulugbek) – 18:24 \| 3–0 \| \| \| Nosov (SH) – 20:43 \| 4–0 \| \| \| \| 4–1 \| 27:16 – Lo (Kan S.) \| \| \| 4–2 \| 32:32 – Yeung (Sham, Wong K.) (PP) \| \| \| 4–3 \| 33:24 – Chau (Wong K., Au-Yeung) (PP) \| \| Chuvalov – 43:32 \| 5–3 \| \| \| Titov (Abdyraev, Shushenkov) (PP) – 49:42 \| 6–3 \| \| \| Kolodii (Chuvalov, Nosov) – 51:23 \| 7–3 \| \| \| Chuvalov (Nosov) (SH) – 55:37 \| 8–3 \| \| |                 |                                       |                 | Játékvezető: Dean Smith Vonalbírók: Kang Tae-woo Muzsik Norbert |
| 43 perc | Büntetések      | 12 perc                               |                 | Játékvezető: Dean Smith Vonalbírók: Kang Tae-woo Muzsik Norbert |
| 37 | Lövések         | 14                                    |                 | Játékvezető: Dean Smith Vonalbírók: Kang Tae-woo Muzsik Norbert |
| Tonkikh (Nosov) (PP) – 05:18 | 1–0             |                                       |                 | Játékvezető: Dean Smith Vonalbírók: Kang Tae-woo Muzsik Norbert |
| Nosov (Chuvalov) – 12:36 | 2–0             |                                       |                 | Játékvezető: Dean Smith Vonalbírók: Kang Tae-woo Muzsik Norbert |
| Abdyraev (Ulugbek) – 18:24 | 3–0             |                                       |                 | Játékvezető: Dean Smith Vonalbírók: Kang Tae-woo Muzsik Norbert |
| Nosov (SH) – 20:43 | 4–0             |                                       |                 |                                                                 |
| | 4–1             | 27:16 – Lo (Kan S.)                   |                 |                                                                 |
| | 4–2             | 32:32 – Yeung (Sham, Wong K.) (PP)    |                 |                                                                 |
| | 4–3             | 33:24 – Chau (Wong K., Au-Yeung) (PP) |                 |                                                                 |
| Chuvalov – 43:32 | 5–3             |                                       |                 |                                                                 |
| Titov (Abdyraev, Shushenkov) (PP) – 49:42 | 6–3             |                                       |                 |                                                                 |
| Kolodii (Chuvalov, Nosov) – 51:23 | 7–3             |                                       |                 |                                                                 |
| Chuvalov (Nosov) (SH) – 55:37 | 8–3             |                                       |                 |                                                                 |

| 2019. április 4. 16:00 | Kuvait | 0–9 (0–2, 0–3, 0–4) | Bosznia-Hercegovina | Abu-Dzabi Jégpálya, Abu-Dzabi Nézőszám: 52 |

| Jegyzőkönyv | Jegyzőkönyv     | Jegyzőkönyv                       | Jegyzőkönyv             | Jegyzőkönyv                                                        |
| --- | --------------- | --------------------------------- | ----------------------- | ------------------------------------------------------------------ |
| | Jasem Al-Sarraf | Kapusok                           | Amel Ćapin Dino Pašović | Játékvezető: Toh Sung-taek Vonalbírók: Yahya Al-Jneibi Murat Aygün |
| \| \| 0–1 \| 03:51 – Ćatović (Omer, Hodžić) \| \| \| 0–2 \| 10:40 – Ismailović (Omer, Hodžić) \| \| \| 0–3 \| 28:17 – Mrkva (Omer, Ćatović) \| \| \| 0–4 \| 28:31 – Ćatović (Omer, London) \| \| \| 0–5 \| 31:13 – Hodžić (PP) \| \| \| 0–6 \| 45:05 – Omer \| \| \| 0–7 \| 47:51 – Hasović (Hodžić) \| \| \| 0–8 \| 57:02 – Mušić \| \| \| 0–9 \| 59:28 – Mušić (Posavec, Omer) \| |                 |                                   |                         | Játékvezető: Toh Sung-taek Vonalbírók: Yahya Al-Jneibi Murat Aygün |
| 6 perc | Büntetések      | 14 perc                           |                         | Játékvezető: Toh Sung-taek Vonalbírók: Yahya Al-Jneibi Murat Aygün |
| 18 | Lövések         | 35                                |                         | Játékvezető: Toh Sung-taek Vonalbírók: Yahya Al-Jneibi Murat Aygün |
| | 0–1             | 03:51 – Ćatović (Omer, Hodžić)    |                         | Játékvezető: Toh Sung-taek Vonalbírók: Yahya Al-Jneibi Murat Aygün |
| | 0–2             | 10:40 – Ismailović (Omer, Hodžić) |                         | Játékvezető: Toh Sung-taek Vonalbírók: Yahya Al-Jneibi Murat Aygün |
| | 0–3             | 28:17 – Mrkva (Omer, Ćatović)     |                         | Játékvezető: Toh Sung-taek Vonalbírók: Yahya Al-Jneibi Murat Aygün |
| | 0–4             | 28:31 – Ćatović (Omer, London)    |                         |                                                                    |
| | 0–5             | 31:13 – Hodžić (PP)               |                         |                                                                    |
| | 0–6             | 45:05 – Omer                      |                         |                                                                    |
| | 0–7             | 47:51 – Hasović (Hodžić)          |                         |                                                                    |
| | 0–8             | 57:02 – Mušić                     |                         |                                                                    |
| | 0–9             | 59:28 – Mušić (Posavec, Omer)     |                         |                                                                    |

| 2019. április 4. 20:00 | Thaiföld | 2–8 (1–4, 1–3, 0–1) | Egyesült Arab Emírségek | Abu-Dzabi Jégpálya, Abu-Dzabi Nézőszám: 123 |

| Jegyzőkönyv | Jegyzőkönyv                 | Jegyzőkönyv                                        | Jegyzőkönyv       | Jegyzőkönyv                                                       |
| --- | --------------------------- | -------------------------------------------------- | ----------------- | ----------------------------------------------------------------- |
| | Pattarapol Ungkulpattanasuk | Kapusok                                            | Khaled Al-Suwaidi | Játékvezető: Kent Unwin Vonalbírók: Jiří Gebauer Oleksiy Ryabikov |
| \| Limpinphet (Luckanatinakorn) – 08:09 \| 1–0 \| \| \| \| 1–1 \| 08:55 – Zainutdinov (J. Al-Dhareri) \| \| \| 1–2 \| 11:04 – Zainutdinov (J. Al-Dhareri) (PP) \| \| \| 1–3 \| 14:15 – Zainutdinov (O. Al-Shamsi) \| \| \| 1–4 \| 18:02 – Al-Kaabi (Karkotsky, Al-Mazrouei) \| \| \| 1–5 \| 24:44 – Remess (Al-Nuaimi, Al-Mazrouei) (PP2) \| \| \| 1–6 \| 32:32 – Karkotsky (Savko) \| \| Kitayama (Luckanatinakorn, Nagayama) (SH) – 34:39 \| 2–6 \| \| \| \| 2–7 \| 37:34– Karkotsky (SH) \| \| \| 2–8 \| 57:54 – Al-Mazrouei (M. Al-Shamsi, Al-Nuaimi) (PP) \| |                             |                                                    |                   | Játékvezető: Kent Unwin Vonalbírók: Jiří Gebauer Oleksiy Ryabikov |
| 53 perc | Büntetések                  | 42 perc                                            |                   | Játékvezető: Kent Unwin Vonalbírók: Jiří Gebauer Oleksiy Ryabikov |
| 23 | Lövések                     | 33                                                 |                   | Játékvezető: Kent Unwin Vonalbírók: Jiří Gebauer Oleksiy Ryabikov |
| Limpinphet (Luckanatinakorn) – 08:09 | 1–0                         |                                                    |                   | Játékvezető: Kent Unwin Vonalbírók: Jiří Gebauer Oleksiy Ryabikov |
| | 1–1                         | 08:55 – Zainutdinov (J. Al-Dhareri)                |                   | Játékvezető: Kent Unwin Vonalbírók: Jiří Gebauer Oleksiy Ryabikov |
| | 1–2                         | 11:04 – Zainutdinov (J. Al-Dhareri) (PP)           |                   | Játékvezető: Kent Unwin Vonalbírók: Jiří Gebauer Oleksiy Ryabikov |
| | 1–3                         | 14:15 – Zainutdinov (O. Al-Shamsi)                 |                   |                                                                   |
| | 1–4                         | 18:02 – Al-Kaabi (Karkotsky, Al-Mazrouei)          |                   |                                                                   |
| | 1–5                         | 24:44 – Remess (Al-Nuaimi, Al-Mazrouei) (PP2)      |                   |                                                                   |
| | 1–6                         | 32:32 – Karkotsky (Savko)                          |                   |                                                                   |
| Kitayama (Luckanatinakorn, Nagayama) (SH) – 34:39 | 2–6                         |                                                    |                   |                                                                   |
| | 2–7                         | 37:34– Karkotsky (SH)                              |                   |                                                                   |
| | 2–8                         | 57:54 – Al-Mazrouei (M. Al-Shamsi, Al-Nuaimi) (PP) |                   |                                                                   |

| 2019. április 6. 12:00 | Kuvait | 1–9 (0–0, 1–4, 0–5) | Thaiföld | Abu-Dzabi Jégpálya, Abu-Dzabi Nézőszám: 47 |

| Jegyzőkönyv | Jegyzőkönyv     | Jegyzőkönyv                                        | Jegyzőkönyv      | Jegyzőkönyv                                                       |
| --- | --------------- | -------------------------------------------------- | ---------------- | ----------------------------------------------------------------- |
| | Jasem Al-Sarraf | Kapusok                                            | Sujin Charoensuk | Játékvezető: Kent Unwin Vonalbírók: Heylaan Al-Ameri Kang Tae-woo |
| \| \| 0–1 \| 24:11 – Suwachirat (Kitayama) \| \| \| 0–2 \| 27:09 – Supadilokluk (Thanakroekkiat) (PP) \| \| \| 0–3 \| 28:37 – Vattanapanyakul (Sukwiboon, Forster) \| \| Al-Ajmi – 33:35 \| 1–3 \| \| \| \| 1–4 \| 38:42 – Luckanatinakorn (Thanakroekkiat, Nagayama) \| \| \| 1–5 \| 43:42 – Thanakroekkiat (Tengsakul) (PP) \| \| \| 1–6 \| 44:13 – Nagayama (Thanakroekkiat, Limpinphet) \| \| \| 1–7 \| 46:53 – Limpinphet (Thanakroekkiat, Forster) (PP) \| \| \| 1–8 \| 54:03 – Limpinphet (Nagayama, Suwachirat) (SH) \| \| \| 1–9 \| 55:25 – Luckanatinakorn (Sigel) \| |                 |                                                    |                  | Játékvezető: Kent Unwin Vonalbírók: Heylaan Al-Ameri Kang Tae-woo |
| 32 perc | Büntetések      | 14 perc                                            |                  | Játékvezető: Kent Unwin Vonalbírók: Heylaan Al-Ameri Kang Tae-woo |
| 11 | Lövések         | 50                                                 |                  | Játékvezető: Kent Unwin Vonalbírók: Heylaan Al-Ameri Kang Tae-woo |
| | 0–1             | 24:11 – Suwachirat (Kitayama)                      |                  | Játékvezető: Kent Unwin Vonalbírók: Heylaan Al-Ameri Kang Tae-woo |
| | 0–2             | 27:09 – Supadilokluk (Thanakroekkiat) (PP)         |                  | Játékvezető: Kent Unwin Vonalbírók: Heylaan Al-Ameri Kang Tae-woo |
| | 0–3             | 28:37 – Vattanapanyakul (Sukwiboon, Forster)       |                  | Játékvezető: Kent Unwin Vonalbírók: Heylaan Al-Ameri Kang Tae-woo |
| Al-Ajmi – 33:35 | 1–3             |                                                    |                  |                                                                   |
| | 1–4             | 38:42 – Luckanatinakorn (Thanakroekkiat, Nagayama) |                  |                                                                   |
| | 1–5             | 43:42 – Thanakroekkiat (Tengsakul) (PP)            |                  |                                                                   |
| | 1–6             | 44:13 – Nagayama (Thanakroekkiat, Limpinphet)      |                  |                                                                   |
| | 1–7             | 46:53 – Limpinphet (Thanakroekkiat, Forster) (PP)  |                  |                                                                   |
| | 1–8             | 54:03 – Limpinphet (Nagayama, Suwachirat) (SH)     |                  |                                                                   |
| | 1–9             | 55:25 – Luckanatinakorn (Sigel)                    |                  |                                                                   |

| 2019. április 6. 16:00 | Hongkong | 7–0 (3–0, 1–0, 3–0) | Bosznia-Hercegovina | Abu-Dzabi Jégpálya, Abu-Dzabi Nézőszám: 39 |

| Jegyzőkönyv | Jegyzőkönyv   | Jegyzőkönyv | Jegyzőkönyv | Jegyzőkönyv                                                         |
| --- | ------------- | ----------- | ----------- | ------------------------------------------------------------------- |
| | Emerson Keung | Kapusok     | Amel Ćapin  | Játékvezető: Toh Sung-taek Vonalbírók: Yahya Al-Jneibi Jiří Gebauer |
| \| Lo (Lam) (SH) – 12:28 \| 1–0 \| \| \| Sham (Au-Yeung, Kan S.) – 15:28 \| 2–0 \| \| \| Kan S. (Tang, Wong K.) (PP) – 19:14 \| 3–0 \| \| \| Kan S. – 38:23 \| 4–0 \| \| \| Lo (Au-Yeung, Kan S.) – 51:53 \| 5–0 \| \| \| Tang (Sham, Wong K.) – 53:21 \| 6–0 \| \| \| Chau – 54:05 \| 7–0 \| \| |               |             |             | Játékvezető: Toh Sung-taek Vonalbírók: Yahya Al-Jneibi Jiří Gebauer |
| 8 perc | Büntetések    | 4 perc      |             | Játékvezető: Toh Sung-taek Vonalbírók: Yahya Al-Jneibi Jiří Gebauer |
| 26 | Lövések       | 13          |             | Játékvezető: Toh Sung-taek Vonalbírók: Yahya Al-Jneibi Jiří Gebauer |
| Lo (Lam) (SH) – 12:28 | 1–0           |             |             | Játékvezető: Toh Sung-taek Vonalbírók: Yahya Al-Jneibi Jiří Gebauer |
| Sham (Au-Yeung, Kan S.) – 15:28 | 2–0           |             |             | Játékvezető: Toh Sung-taek Vonalbírók: Yahya Al-Jneibi Jiří Gebauer |
| Kan S. (Tang, Wong K.) (PP) – 19:14 | 3–0           |             |             | Játékvezető: Toh Sung-taek Vonalbírók: Yahya Al-Jneibi Jiří Gebauer |
| Kan S. – 38:23 | 4–0           |             |             |                                                                     |
| Lo (Au-Yeung, Kan S.) – 51:53 | 5–0           |             |             |                                                                     |
| Tang (Sham, Wong K.) – 53:21 | 6–0           |             |             |                                                                     |
| Chau – 54:05 | 7–0           |             |             |                                                                     |

| 2019. április 6. 20:00 | Egyesült Arab Emírségek | 4–7 (2–3, 1–0, 1–4) | Kirgizisztán | Abu-Dzabi Jégpálya, Abu-Dzabi Nézőszám: 580 |

| Jegyzőkönyv | Jegyzőkönyv       | Jegyzőkönyv                          | Jegyzőkönyv      | Jegyzőkönyv                                                         |
| --- | ----------------- | ------------------------------------ | ---------------- | ------------------------------------------------------------------- |
| | Khaled Al-Suwaidi | Kapusok                              | Aleksandr Petrov | Játékvezető: Dean Smith Vonalbírók: Muzsik Norbert Oleksiy Ryabikov |
| \| \| 0–1 \| 03:11 – Egorov (PP) \| \| Al-Kaabi – 09:06 \| 1–1 \| \| \| \| 1–2 \| 10:20 – Kolodii (Tonkikh, Abdyraev) \| \| Zainutdinov (Al-Mahrooqi) – 14:28 \| 2–2 \| \| \| \| 2–3 \| 19:16 – Egorov (Nosov) (PP) \| \| Al-Mahrooqi (Karkotsky) (PP) – 29:44 \| 3–3 \| \| \| Zainutdinov – 40:22 \| 4–3 \| \| \| \| 4–4 \| 48:14 – Egorov (Chuvalov) \| \| \| 4–5 \| 49:54 – Tonkikh (Gorobets, Abdyraev) \| \| \| 4–6 \| 50:39 – Nosov (Tonkikh) \| \| \| 4–7 \| 55:01 – Nosov \| |                   |                                      |                  | Játékvezető: Dean Smith Vonalbírók: Muzsik Norbert Oleksiy Ryabikov |
| 42 perc | Büntetések        | 10 perc                              |                  | Játékvezető: Dean Smith Vonalbírók: Muzsik Norbert Oleksiy Ryabikov |
| 14 | Lövések           | 36                                   |                  | Játékvezető: Dean Smith Vonalbírók: Muzsik Norbert Oleksiy Ryabikov |
| | 0–1               | 03:11 – Egorov (PP)                  |                  | Játékvezető: Dean Smith Vonalbírók: Muzsik Norbert Oleksiy Ryabikov |
| Al-Kaabi – 09:06 | 1–1               |                                      |                  | Játékvezető: Dean Smith Vonalbírók: Muzsik Norbert Oleksiy Ryabikov |
| | 1–2               | 10:20 – Kolodii (Tonkikh, Abdyraev)  |                  | Játékvezető: Dean Smith Vonalbírók: Muzsik Norbert Oleksiy Ryabikov |
| Zainutdinov (Al-Mahrooqi) – 14:28 | 2–2               |                                      |                  |                                                                     |
| | 2–3               | 19:16 – Egorov (Nosov) (PP)          |                  |                                                                     |
| Al-Mahrooqi (Karkotsky) (PP) – 29:44 | 3–3               |                                      |                  |                                                                     |
| Zainutdinov – 40:22 | 4–3               |                                      |                  |                                                                     |
| | 4–4               | 48:14 – Egorov (Chuvalov)            |                  |                                                                     |
| | 4–5               | 49:54 – Tonkikh (Gorobets, Abdyraev) |                  |                                                                     |
| | 4–6               | 50:39 – Nosov (Tonkikh)              |                  |                                                                     |
| | 4–7               | 55:01 – Nosov                        |                  |                                                                     |